# Cantone di Maubourguet
Il Cantone di Maubourguet era una divisione amministrativa dell'Arrondissement di Tarbes.
A seguito della riforma approvata con decreto del 25 febbraio 2014, che ha avuto attuazione dopo le elezioni dipartimentali del 2015, è stato soppresso.

## Composizione
Comprendeva i comuni di:
- Auriébat
- Caussade-Rivière
- Estirac
- Labatut-Rivière
- Lafitole
- Lahitte-Toupière
- Larreule
- Maubourguet
- Sauveterre
- Sombrun
- Vidouze